# Aaliyah (álbum)
Aaliyah (estilizado como ΛΛLIYΛH) é o terceiro e último álbum de estúdio da cantora norte-americana Aaliyah, lançado em 7 de julho de 2001 através da Blackground Records e Virgin Records. Devido sua arte de capa, também é conhecido como "The Red Album". Aaliyah começou a trabalhar no álbum em 1998, mas reagendou sua gravação devido ao desenvolvimento de sua carreira no cinema. Ela retomou as gravações em 2000 no Sing Sing Studios na Austrália, onde ela filmava seu papel para o filme Queen of the Damned (2002) durante o dia e gravava músicas pela noite. Gravações adicionais aconteceram no Manhattan Center e no Sony Music Studios em Nova York e no Wetslake Recording Studios em Los Angeles, dentre outras localidades. Através de seu contrato de gravação com a Blackground, a cantora trabalhou primariamente com a equipe de produtores e compositores da gravadora, incluindo Bud'da, J. Dub, Rapture e Eric Seats, bem como com seu colaborador de longa data, Timbaland.
Aaliyah é descrito como um álbum de R&B, neo soul e dance-pop, enquanto se entrelaça com uma variedade de outros gêneros como funk, hip hop, rock alternativo, música eletrônica e música latina. Os produtores do álbum incorporaram melodias de sintetizadores, batidas fragmentadas, guitarras distorcidas, vocais excentricamente manipulados e estruturais musicais, enquanto grande parte das letras foram escritas pelo cantor e compositor Static Major, que compartilhava uma estreita amizade e um forte relacionamento com Aaliyah. As canções resultantes tratam das complexidades do amor romântico e dos diferentes estágios de um relacionamento. Aaliyah viu o álbum como um reflexo de si mesma, tanto como uma jovem adulta quanto como uma vocalista madura.
Aaliyah foi bem recebido comercialmente e criticamente após seu lançamento, estreando na segunda posição da Billboard 200. Entretanto, logo depois as vendas caíram significativamente. Depois do desempenho moderado do primeiro single, "We Need a Resolution", Blackground e Virgin quiseram um novo single para alavancar as vendas do álbum. As gravadoras escolheram "Rock the Boat" depois que começou a receber airplay nas rádios. Aaliyah gravou um videoclipe para a canção nas Bahamas, mas faleceu em um acidente de avião durante o voo de volta aos Estados Unidos no dia 25 de agosto de 2001. Após sua morte, as vendas do álbum aumentaram e o levaram ao topo da Billboard 200, eventualmente alcançando mais de 13 milhões de cópias vendidas mundialmente, fazendo de Aaliyah um dos álbuns mais vendidos do século XXI. Lançado num período de pico do R&B contemporâneo, o álbum é citado até os dias de hoje pelos críticos como um dos melhores e mais influentes álbuns de R&B de seu tempo, impactando artistas como Beyoncé, Rihanna e The Weeknd. Após anos de lutas internas e legais entre a Blackground, o espólio da cantora e os criadores do álbum, Aaliyah foi oficialmente lançado pela primeira vez nas plataformas de streaming em 2021.

## Antecedentes
Aaliyah gravou seu segundo álbum One in a Million com os produtores e compositores Timbaland e Missy Elliott, sendo lançado em 1996, alcançando sucesso comercial, e se formou no ensino médio no ano seguinte. Ela alcançou mais sucesso ainda com seus sucessos presentes em trilhas sonoras de filmes, incluindo o single "Are You That Somebody?" (1998), que lhe rendeu sua primeira indicação ao Grammy Awards. Gravando novamente com Timbaland para a canção, Aaliyah experimentou sons mais avant-garde de R&B e pop, enquanto cantou num registro baixo e num estilo minimalista, distinta de suas contemporâneas. Depois de se tornar o maior sucesso da sua carreira até aquele momento, a cantora quis manter-se discreta e evitar superexposição.
Seu terceiro álbum foi planejado para fevereiro de 1999, mas Aaliyah adiou sua gravação para desenvolver sua carreira na atuação, o que a levou para seu papel no filme de 2000, Romeo Must Die. O filme elevou seu perfil significativamente, enquanto o single da trilha sonora, "Try Again", se tornou sua primeira canção a alcançar o topo das paradas de música pop. Sua gravadora Blackground Records usou o filme e sua trilha sonora para adquirir um acordo de distribuição com a Virgin Records America, que iria distribuir todos os lançamentos subsequentes da Blackground numa escala global.

## Gravação e produção
Aaliyah começou as gravações do álbum em 1998. Ela gravou algumas músicas, incluindo duas com seu produtor e parceiro de longa data, Timbaland, antes de trabalhar em Romeo Must Die. Em 1999, enquanto trabalhava no álbum, em Nova York, Aaliyah ligou e pediu à Trent Reznor, um de seus ídolos musicais, para produzir uma música, porém não conseguiram marcar uma sessão de gravação, tendo em vista o cronograma de ambos. Ela planejou terminar o álbum em 2000, e retomou as gravações enquanto filmava Queen of the Damned (2002), na Austrália. Ela filmava pela manhã, e pela noite ela gravava as músicas. Ela contou em entrevista à Billboard, "tinha noites que eu não ia para o estúdio. Eu ficava muito cansada. Nos finais de semana, eu sempre conseguia". Jomo Henkerson, presidente da Blackground e primo de Aaliyah, disse que ele teve que "subornar o produtores", que não queriam "viajar para o outro lado do mundo". Ele adicionou, portanto, que eles tiveram "um momento mágico... fazendo músicas iradas".

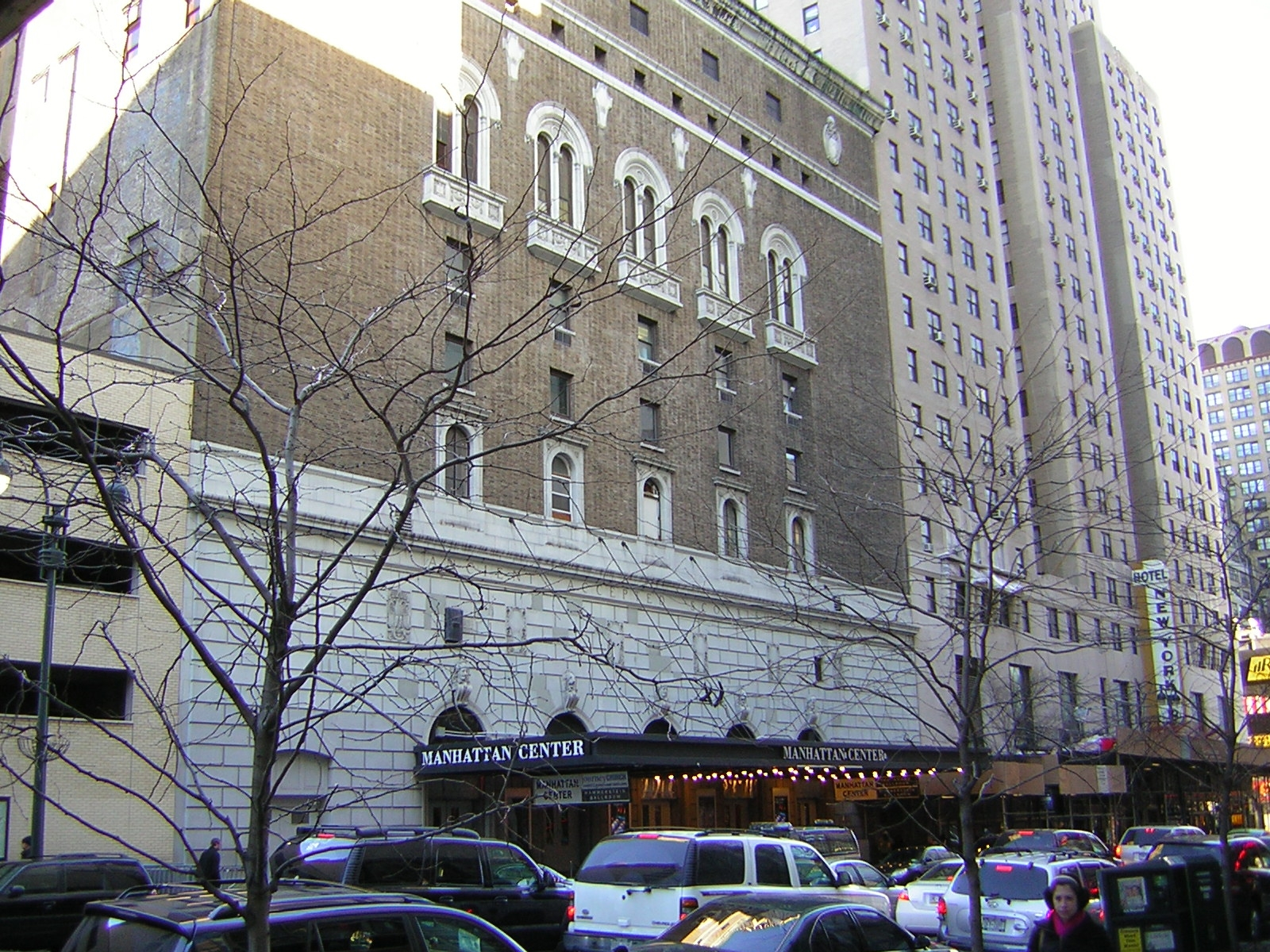
Manhattan Center, um dos vários estúdios onde o álbum foi gravado.

A maioria das músicas do álbum foram gravadas no Sony Studios na cidade de Nova York ou no Sing Sing Studios em Melbourne, como por exemplo, a faixa "Loose Rap", feita em ambos os estúdios. Aaliyah gravou "More Than a Woman" no Manhattan Center Studios, "U Got Nerve" no Soundtrack Studios em Nova York e "We Need a Resolution" no Westlake Studios.[carece de fontes?] A faixa "I Care 4 U", foi a primeira gravada entre todas as presentes no álbum. A canção foi escrita pela amiga e parceira de trabalho de longa data, Missy Elliott, e foi gravada primeiramente em 1996, para o álbum One in a Million, porém, foi descartada com a conclusão do mesmo. Aaliyah trabalhou com a equipe de musicistas, produtores e compositores da Blackground, incluindo os novatos Bud'da, Rapture e Eric Seats.[carece de fontes?] O empresário musical Jimmy Henchman, amigo do empresário e tio de Aaliyah, Barry Henkerson, ajudou a coordenar a produção do álbum, conseguindo, também,  produtores e escritores para trabalhar com a cantora.
Grande parte das letras do álbum foram escritas por Static Major, do grupo de R&B, Playa. Enquanto os integrantes do grupo seguiam seus próprios caminhos, ele foi convidado, pela Blackground, para ser o principal compositor do álbum, após ter escrito "Are You That Somebody?" e "Try Again". Static era parte do grupo de amigos próximos de Aaliyah, que incluía Missy Elliott e Timbaland, e compartilhava um grande afeto com a cantora. Ele achava Aaliyah ideal para seu estilo de compor, assim como ela acreditava que ele podia descrever seus sentimentos com precisão. Um compositor sexual sútil, ele escreveu "Rock the Boat" para ela em 1999, mas a Blackground Records sentiu que ela ainda não estava pronta para a música. Barry Henkerson falou sobre suas composições: "Nós éramos bem superprotetores quanto às letras[...] Mas ele fazia coisas pelas quais você nunca se ofenderia. Você sentia que tinha ouvido seus pensamentos[...] ele era esperto[...] Aaliyah dependia dele e ele dependia dela". Elliott disse que ele era "um pilar essencial no amadurecimento e crescimento lírico de Aaliyah." Enquanto ela debatia as letras com Static, a cantora consultava Bud´da sobre o direcionamento musical e sonoro do álbum. Ela estava interessada em saber sobre o gênero UK garage, na época.[carece de fontes?]
Em março de 2001, Aaliyah terminou de gravar o álbum após terminar de gravar suas partes em Queen of the Damned por quatro meses, fator que atrasou o lançamento do álbum. Aaliyah foi masterizado por Bernie Grundman em seu estúdio, em Los Angeles. Na Austrália, ela também participou de ensaios fotográficos para Aaliyah com os fotógrafos Jeff Dunas, Jonathan Mannion, David LaChapelle e Albert Watson.[carece de fontes?] A cantora lidou com cinco pítons no ensaio e desenvolveu uma afinidade por cobras, achando-as "perigosas, mas interessantemente bonitas" e representantes dela no álbum. Ela revisitou a temática de cobra em seu clipe para a música "We Need a Resolution", em abril, e disse à MTV: "Elas moram na solidão, e há alguns momentos em minha vida que eu quero simplesmente ficar sozinha. Há momentos que eu nem consigo entender a mim mesma. Eu sinto que elas são criaturas bem complexas, mas ao mesmo tempo, também são sexy. Por isso elas representam Aaliyah tão bem." Ela descreveu o álbum como "uma boa reflexão de mim mesma e da pessoa que eu sou hoje", dizendo em uma entrevista à revista Jet: "Eu sou uma jovem adulta agora, e eu acho que esse álbum mostra meu crescimento vocalmente."

## Músicas e letras
Um álbum R&B e neo soul, Aaliyah contém faixas funks midtempo, faixas uptempo com elementos hip hop e faixas lentas inspiradas pelo soul antigo. Em conjunto com os sons urbanos, as músicas do álbum incorporam influências do Oriente Médio, rock alternativo e timbres latinos. "Never No More" mescla o soul antigo com sons do hip hop moderno, com arranjos de instrumentos de cordas pelo produtor Bud´da, enquanto "Read Between the Lines" é uma samba digital, rítmico com percussão latina. Aaliyah incorpora melodias com sintetizadores, batidas fragmentadas, guitarras distorcidas, vocais excentricamente manipulados e estruturas musicais. John Mulvey, da NME, acha seu som sutil e carente de "bombástico e histriônico", enquanto Alex Needham compara sua produção de alta frequência "sobrenatural" ao reggae dub e à música dançante sombria e espaçosa de Dr. Dre e Massive Attack. Na opinião de Thomas Erlewine, o álbum é distinto das aproximações ao antigo soul de Macy Gray e Jill Scott, tendo em vista que suas músicas soam inconvencionais porém modernas, "produzindo uma variedade multicultural de sons, estilos e emoções".
As batidas de Aaliyah foram produzidas de maneira que soassem fragmentadas, exibindo texturas techno e electro. Faixas como "Loose Rap", "Extra Smooth" e "What If" apresentam estruturas sonoras incomuns experimentadas com resolução. "I Can Be" e "What If" incorporam elementos do 2-step e do rock, ressaltando a influência particular do techno de Detroit e do rock industrial. Em "More Than a Woman", Aaliyah canta sobre sintetizadores e sons de guitarra, enquanto em "Loose Rap" há a presença de barulhos subaquáticos eletrônicos no estilo dos The Neptunes, e vocais harmonicamente suaves, declarando que isso "não é só rhythm e blues". Ernest Hardy, da Rolling Stone, compara a experimentação do álbum aos sons presentes em Stankonia (2000) de Outkast, Lovers Rock (2000) de Sade e Miss E... So Addictive (2001) de Missy Elliott. De acordo com Sal Cinquemani, da Slant Magazine, "assim como a mistura de gênero de Elliott em So Addictive, Aaliyah fornece uma conexão entre hip-hop e eletrônica".
As canções pop são lutas, conscientes ou não, entre o desejo da artista de fazer suas próprias coisas e o desejo do público por satisfações familiares. Quantos tiques estilísticos antes do grande refrão? Quanto apelo individual versus quanto apelo de massa? É magnético quando você pode ouvir a luta - o drama da sedução, de se você se entrega ao ouvinte e o que acontece então. Esse é o drama que Aaliyah representa sem parar em seu terceiro álbum.— Joshua Clover (Spin, 2001)
As letras em Aaliyah exploram as complexidades do amor romântico e suas fases num relacionamento como paixão frívola, problemas referentes ao fim de um relacionamento e coração partido. Sutileza, humor alegre e efeitos sonoros espirituosos, como manipulação vocal cômica, intercalam os temas de decepção amorosa e erotismo. De acordo com Justin Hartung, do Citysearch, o álbum "transforma a confusão da jovem vida adulta em uma liberdade estimulante", enquanto Rashaun Hakk, da Billboard, afirma que cada música possui uma identidade emocional única que acompanha a variação sônica. Bob Waliszewski, da Plugged In, observa músicas com a temática de empoderamento feminino que demonstram um "amor próprio saudável" de Aaliyah, que "não aceita lidar com caras infiéis ('U Got Nerve'), jogos mentais ('I Refuse'), caras com autoestima muito elevada ('Extra Smooth'), fofoca e inveja ('Loose Rap'), ou abuso físico ('Never No More')". "Extra Smooth", que contém mudança de tom, com influência de bateria e baixo, dirige-se a um namoro entusiástico e é inspirada por uma conversa entre Aaliyah e Static sobre como homens tentam agir suavemente, ao passo que "Loose Rap" é intitulada devido à gíria de mesmo nome e dispensa os admiradores românticos que usam as mesmas velhas cantadas. "Those Were the Days" despede-se desapaixonadamente de um cara, enquanto "What If" furiosamente ameaça um amante infiel, abrangendo homens que agem da mesma forma. Em "I Care 4 U", a narradora tenta consolar um amigo que está com o coração partido, mas se encontra angustiada pelos sentimentos não correspondidos que tem por ele.
Os vocais de Aaliyah são cantados em um estilo soprano contido ao longo do álbum. Hyun Kim, da revista Vibe, afirma que suas músicas focam mais no seu canto do que nos álbuns anteriores, "trazendo-o para a frente, ao invés de escondê-lo atrás da produção em camadas". "Rock the Boat" é cantada com vocais sem fôlego de Aaliyah, que instrui seu amante em como a agradá-la sexualmente e iguala sua euforia erótica a uma dose de drogas. Baladas como "I Care 4 U", "Never No More" e "I Refuse" são cantadas de uma forma mais emotiva, expressando qualidades melancólicas e dor. Em "I Can Be", Aaliyah canta da perspectiva da amante de um homem adúltero que quer ser sua melhor namorada. Alex Macpherson, do The Guardian, escreveu que "a entrega vazia e entorpecida na Aaliyah" na faixa "faz ser a outra mulher parecer uma forma emocionalmente masoquista de automedicação". O biógrafo Christopher John Farley diz que ela "detalha emocionalmente as músicas", diferentemente de seus álbuns anteriores, com "sua voz gentil agora parecendo algo elementar, um vento gentil soprando pelos galhos de uma grande árvore." De acordo com Joshua Clover, Aaliyah empurra notas musicais "em estranhos cantos da arquitetura instável de sincopação" nas faixas mais "desafiadoras". No geral, "ela faz os sons contarem a história, criando significado fora das letras, prazer além dos refrões".

## Marketinge vendas
Aaliyah foi originalmente lançado pela Blackground e pela Virgin no Japão em 7 de julho de 2001, antes de ser lançado no Reino Unido em 16 de julho e nos Estados Unidos em 17 de julho. Nos Estados Unidos, estreou na segunda posição da parada de álbuns, Billboard 200, atrás de Songs in A Minor de Alicia Keys, vendendo 187.000 cópias na semana de 4 de agosto. Foi a maior semana da carreira de Aaliyah. A cantora planejava embarcar no que seria a maior turnê de sua carreira para promover o álbum, enquanto a Blackground e a Virgin, com altos investimentos no sucesso do disco, queriam um single com uma posição mais alta nas paradas, visando aumentar mais ainda as vendas. "We Need a Resolution" foi lançada como primeiro single em 13 de abril, mas não recebeu uma significativa atenção nas rádios e atingiu a 59ª posição da Billboard Hot 100, ao passo que alcançou a 15ª posição da parada de Hip-Hop/R&B dos EUA.

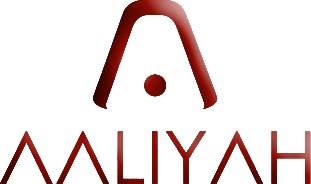
O álbum é representado pela logo "/•\".

Em agosto de 2001, Aaliyah gravou um clipe para "More Than a Woman" em Los Angeles e, então, viajou para as Bahamas para filmar um clipe para "Rock the Boat". Mas, após sua conclusão, ela e alguns membros da equipe que estavam retornando para os EUA morreram num acidente de avião em 25 de agosto. Os executivos da Blackground não tinham certeza de quando lançariam o próximo single e vídeo do álbum.
As vendas do álbum dispararam após a morte de Aaliyah. As notícias sobre sua morte foram divulgadas no último dia da semana de acompanhamento de vendas da Nielsen SoundScan, durante a qual Aaliyah vendeu 62.000 cópias, um aumento de 41,5% em relação às vendas da semana anterior. Na semana seguinte, vendeu 305.000 cópias e ascendeu da 19ª posição para o topo da Billboard 200, sendo essa a maior semana de vendas do álbum. Foi o primeiro álbum de Aaliyah a alcançar o topo da parada e marcou a primeira vez que um artista subiu postumamente para a primeira posição desde John Lennon em 1980 com o álbum Double Fantasy. Em 19 de setembro, Aaliyah ultrapassou a marca de um milhão de cópias vendidas. Em novembro, "Rock the Boat" foi lançada como single e atingiu a segunda posição da parada de Hip-Hop/R&B dos EUA, naquele mesmo mês. Nos EUA, Aaliyah passou 69 semanas na Billboard 200, alcançando 2.6 milhões de cópias em 25 de fevereiro de 2002.
Blackground, que havia encerrado seu contrato com a Virgin em novembro de 2001, queria mandar o clipe de "More Than a Woman" para os mercados domésticos, mas para isso era necessário com que ambas as gravadoras trabalhassem juntas. Consequentemente, Blackground mudou-se para a Universal Records, e o vídeo foi estreado primeiramente na Europa. No Reino Unido, "More Than a Woman" foi lançada como single em 7 de janeiro de 2002, e alcançou a primeira posição da parada de singles britânica. Duas semanas após "More Than a Woman" ter alcançado o topo da parada, o álbum pulou 17 posições, atingindo a 5ª posição em 27 de janeiro de 2002. Aaliyah passou 31 semanas nas paradas britânicas. De acordo com o Official Charts Company, o álbum vendeu um total de 303.000 cópias no Reino Unido. O álbum também alcançou a 9ª posição nas paradas da França, Alemanha e nos Países Baixos, aonde esteve presente por 33, 41 e 46 semanas, respectivamente. Segundo a International Federation of the Phonographic Industry (IFPI), Aaliyah foi o 34º álbum mais vendido no mundo em 2001. Em agosto de 2012, o escritor Tom Goodwyn, da revista NME, reportou que o álbum vendeu mais de 13 milhões de cópias mundialmente, tornando-se assim um dos álbuns mais vendidos do século XXI, sendo o nono álbum feminino mais vendido.

## Recepção da crítica
| Avaliações profissionais contemporâneas | Avaliações profissionais contemporâneas |
| Pontuações agregadas                    | Pontuações agregadas                    |
| Fonte                                   | Avaliação                               |
| --------------------------------------- | --------------------------------------- |
| Metacritic                              | 76/100                                  |
| Avaliações da crítica                   |                                         |
| Fonte                                   | Avaliação                               |
| AllMusic                                | [ 55 ]                                  |
| Entertainment Weekly                    | B+                                      |
| The Guardian                            | [ 57 ]                                  |
| Los Angeles Times                       | [ 58 ]                                  |
| The New Zealand Herald                  | [ 59 ]                                  |
| NME                                     | 7/10                                    |
| Q                                       | [carece de fontes?]                     |
| Rolling Stone                           | [ 61 ]                                  |
| Slant Magazine                          | [ 62 ]                                  |
| Spin                                    | 8/10                                    |

Aaliyah foi recebido com críticas altamente positivas pela maioria dos críticos. Michael Odell, do The Guardian, o chamou de uma impecável mesclagem de pop e R&B, "um folheto para o estado atual das instalações de produção de R&B", tendo em vista que é uma bela demonstração do canto de Aaliyah. Ele achou as texturas musicais "cintilantes" e acreditou que sua característica distintiva era "uma reformulação lúdica e confiante do cânone [R&B]". No Chicago Tribune, Brad Cawn escreveu que Aaliyah demonstra a graciosidade de Sade e o neo soul fashion de Missy Elliott que "iguala atitude e harmonia, e tudo resultando numa perfeição de música urbana", enquanto Russell Baillie, do The New Zealand Herald, considerou a música dance-pop inovadora no que ele chamou de "um álbum coeso, detalhado e irresistivelmente atraente". Simon Price, escrevendo para o The Independent, citou o álbum como uma "clara evidência de que o black pop é avant garde".[carece de fontes?] Numa avaliação para o The A.V. Club, Nathan Rabin argumentou que o álbum estabelece Aaliyah como uma artista significativa não obscurecida por seus colaboradores, enquanto Hardy da Rolling Stone chamou de "uma declaração quase perfeita de força e independência" na qual Aaliyah explora suas "fantasias e forças".[carece de fontes?] Escrevendo para a Spin, Clover viu o álbum como o trabalho mais profunda que ela fez e comentou que ela fez "arte" da "sutileza formal" de Timbaland e Static, "investindo esquemas sonoros com urgência e complexidade emocional".
Aaliyah foi nomeado o melhor álbum de 2001 pela Slant Magazine e um dos dez melhores álbuns do anos pelo The Atlanta Journal-Constitution e pela revista Time. NME classificou-o na 39ª posição da sua lista de fim de ano. O álbum esteve na 73ª posição do Pazz & Jop, uma votação anual de críticos estadunidenses publicados pela The Village Voice. Christgau, que criou e supervisionou a votação, disse em sua redação anexa que Aaliyah finalmente "desenvolveu um material que ninguém pode negar" em ser "um bom álbum". O álbum também esteve presente na 37ª posição da votação anual da revista musical alemã Spex.[carece de fontes?] Pelo álbum, Aaliyah recebeu postumamente o prêmio da NAACP Image Awards na categoria de Artista Feminina Excepcional. No American Music Awards de 2002, ganhou na categoria de Melhor Álbum R&B/Soul. Em 2002, Aaliyah recebeu uma indicação ao Grammy Awards, na categoria de Melhor Álbum R&B, ao passo que "Rock the Boat" foi indicada para Melhor Performance Vocal Feminina de R&B. "More Than a Woman" foi indicada na mesma categoria em 2003.

## Legado e influência
Ao lado da florescente carreira de Aaliyah no cinema, o álbum foi uma parte de seu crescente sucesso mainstream em 2001. Numa avaliação retrospectiva, Steve Huey do AllMusic chamou-o de seu álbum mais consumado e disse que "completou a reformulação da imagem da cantora em uma adulta sensual, mas sensível". Erlewine, editor sênior do site, considerou o álbum "uma declaração de maturidade e um impressionante salto artístico à frente", enquanto Daryl Easlea da BBC Music sentiu que fez os dois álbuns anteriores de Aaliyah "parecidos com exercícios juvenis". De acordo com o jornalista do PopMatters Quentin B. Huff, ela nunca havia usado seu canto para complementar a produção inovadora de sua música com tanta variedade, convicção e sucesso como em Aaliyah. Huff acredita que o álbum mostrou o relacionamento crescente entre a cantora e seus colaboradores, enquanto refuta as perguntas sobre como ela continuaria gravando música enquanto ampliava seu perfil. Em The New Rolling Stone Album Guide (2004), Keith Harris escreveu que "Aaliyah cresceu de fantoche de estúdio para um poderoso arquétipo de R&B - uma Ronnie Spector mais autoconsciente por um tempo que requer mais autoconsciência de seus jovens adultos".[carece de fontes?]

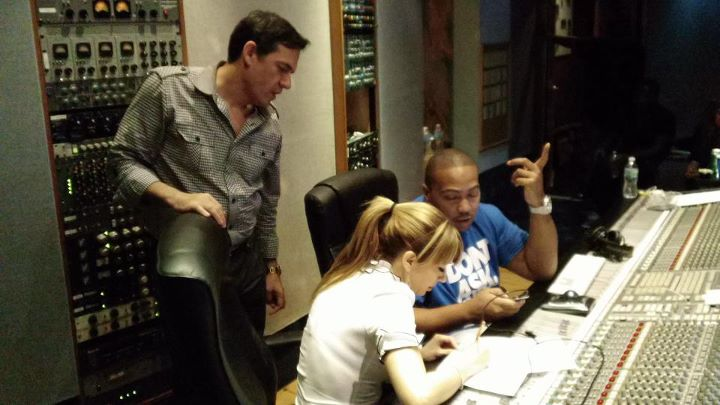
Timbaland (centro direito), um dos produtores do álbum, em 2012.

O ressurgimento de Aaliyah com o álbum em meados de 2001 coincidiu com um período de pico de atividade no R&B contemporâneo, bem como com a popularidade do neo soul. De acordo com Erlewine, Aaliyah foi "um dos mais fortes registros de soul urbano de seu tempo", enquanto o The Guardian o citou como o auge da idade de ouro do R&B na "virada do século". Alexis Petridis, o principal crítico do jornal, acreditava que Aaliyah havia gravado sua música mais envolvente em um ano, quando o R&B e o hip-hop demonstraram mais criatividade na música popular. Em 2005, o álbum Aaliyah classificou-se em 66º na lista de "100 Álbuns Mais Irados do Mundo" da GQ, enquanto a Stylus Magazine o colocou em 47º lugar no 50 Melhores Álbuns de 2000-2005"; David Drake da publicação classificou-o em oitavo lugar em sua própria lista. Alguns anos depois, foi nomeado um dos "150 Álbuns Essenciais da Era Vibe" da revista Vibe e, no final da década, ficou em 72º lugar na lista dos Melhores Álbuns dos Anos 2000 da Slant Magazine. Escrevendo para a lista da Vibe, Jon Caramanica acreditava que Aaliyah "pode ser o melhor álbum de soul do jovem milênio" e ainda "redefine a categoria" com uma música que é "ousada em construção, linda desde a concepção [...] perto do pós-R&B".
| Avaliações profissionais retrospectivas | Avaliações profissionais retrospectivas |
| Avaliações da crítica                   | Avaliações da crítica                   |
| Fonte                                   | Avaliação                               |
| --------------------------------------- | --------------------------------------- |
| AllMusic                                | [ 80 ]                                  |
| Encyclopedia of Popular Music           | [carece de fontes?]                     |
| The Great Rock Discography              | 7/10[carece de fontes?]                 |
| The New Rolling Stone Album Guide       | [carece de fontes?]                     |
| Pitchfork                               | 9.3/10                                  |

Aaliyah ajudou a estabelecer o som do R&B baseado na batida durante os anos 2000. Como escreveu Micha Frazer-Carroll do The Independent, atos como Destiny's Child, Ashanti, Amerie e Cassie capitalizaram o sucesso do "som idiossincrático" do álbum, enquanto o "fraseado vocal reduzido" de Aaliyah estabeleceu um arquétipo para uma "cantora de R&B mais estoica" que influenciaria vocalistas como Ciara e Rihanna. O sucesso comercial de Timbaland com cantores influenciados pelo R&B como Justin Timberlake e Nelly Furtado durante a década foi posteriormente atribuído por Rebecca Nicholson do The Guardian à sua experiência na produção de Aaliyah, escrevendo que "não chegou perto de criar algo tão sonoramente impressionante desde então". A jornalista da Q, Eve Barlow, creditou o álbum em 2011 por "criar um blueprint que pode ser escutado através de toda a música pop atual" em atos como os cantores de R&B Beyoncé e The Weeknd, e a banda pop indie The xx. De acordo com Rawija Kameir do Pitchfork, as harmonias de múltiplas partes características de Aaliyah no álbum prenunciaram as de Solange Knowles.
As sessões de gravação do álbum Aaliyah produziram muitas faixas não usadas que foram postumamente arquivadas pela Blackground e, em sua maioria, não lançadas por causa de conflitos internos e complicações legais entre a gravadora, a família de Aaliyah e os produtores. Seis dessas gravações foram lançadas em 2002 no álbum de compilação I Care 4 U. O declínio subsequente da Blackground e a má gestão do catálogo da cantora resultaram na indisponibilidade do álbum Aaliyah em serviços de streaming na década seguinte, levando Kameir a dizer em 2019 que, "paradoxalmente quanto ao seu significado, o legado de Aaliyah agora está diminuído". Naquele ano, o The Guardian o classificou em 28º lugar em uma lista dos 100 Melhores Álbuns do Século XXI, tornando-o o único álbum da lista que se encontrava ausente dos serviços de streaming. O editor de música do jornal, Ben Beaumont-Thomas, escreveu em uma sinopse: "Este álbum é elogiado pelas três obras-primas que Aaliyah fez com Timbaland - 'Try Again', 'More Than a Woman' e 'We Need a Resolution' - que emprestam uma serpentina malevolência a voz dela, mas também há hinos fortes da old school e baladas lânguidas. Poucas estrelas do R&B combinam suas vozes com a batida - o gênio de Aaliyah, tragicamente interrompido quando ela morreu em um acidente de avião, foi se esgueirar por ela com um sentido quase latino de ritmo". Em uma matéria sobre o legado deixado pelo álbum, publicada pela PopMatters em julho de 2022, Peter Piatkowski se refere ao álbum como um "álbum perfeito de pop e R&B", afirmando que "a marca patenteada de pop de Aaliyah, uma mistura de hip-hop, electropop e soul, estabeleceu o padrão pelo qual outros cantores de pop urbano foram julgados e preparou o palco para Beyoncé e Rihanna", além de ser considerado um "álbum essencial para entender a evolução e inovação da música negra no século XXI". Piatkowski acrescenta que Aaliyah "mudou para sempre as rádios pop", haja vista que a influência do álbum pode ser ouvida em discos como Afrodisiac (2004) de Brandy, Destiny Fulfilled (2004) de Destiny's Child, Goodies (2004) de Ciara, Justified (2002) de Justin Timberlake e After the Storm (2003) de Monica. Em janeiro de 2025, a revisa Rolling Stone incluiu o álbum na lista dos 250 Melhores Álbuns do Século XXI.
Em agosto de 2021, foi anunciado que o álbum e os outros trabalhos gravados por Aaliyah para a Blackground (agora renomeada Blackground Records 2.0) seriam relançados nos formatos físico, digital e streaming, num acordo entre a gravadora e a Empire Distribution. No entanto, o espólio de Aaliyah emitiu um comunicado em resposta ao anúncio da Blackground 2.0, denunciando o "esforço inescrupuloso para lançar a música de Aaliyah sem qualquer transparência ou prestação de contas completa ao espólio". Em 10 de setembro, Aaliyah foi lançado nas plataformas de download e streaming, através da Blackground e da Empire. Nas semanas seguintes, o álbum reentrou na Billboard 200, na 13ª posição, e na parada de álbuns R&B do Reino Unido, na 7ª posição.

## Prêmios
| Ano  | Prêmio                         | Categoria                                    | Indicação           | Resultado | Ref.    |
| ---- | ------------------------------ | -------------------------------------------- | ------------------- | --------- | ------- |
| 2001 | Rolling Stone                  | Melhor Álbum de R&B                          | Aaliyah             | 1º Lugar  | [ 94 ]  |
| 2002 | American Music Awards          | Álbum Feminino Favorito de R&B/Soul          | Aaliyah             | Venceu    | [ 95 ]  |
| 2002 | Juno Awards                    | Álbum Mais Vendido por Artista Internacional | Aaliyah             | Indicado  | [ 96 ]  |
| 2002 | Grammy Awards                  | Melhor Álbum de R&B                          | Aaliyah             | Indicado  | [ 97 ]  |
| 2002 | Grammy Awards                  | Melhor Performance Vocal Feminina de R&B     | "Rock the Boat"     | Indicado  | [ 97 ]  |
| 2002 | BET Awards                     | Vídeo do Ano                                 | "Rock the Boat"     | Indicado  | [ 98 ]  |
| 2002 | BET Awards                     | Viewers' Choice                              | "Rock the Boat"     | Indicado  | [ 98 ]  |
| 2002 | NAACP Image Awards             | Outstanding Music Video                      | "Rock the Boat"     | Indicado  | [ 99 ]  |
| 2002 | Billboard R&B/Hip-Hop Awards   | Melhor Single de R&B/Hip-Hop                 | "Rock the Boat"     | Indicado  | [ 100 ] |
| 2002 | Billboard R&B/Hip-Hop Awards   | Melhor Single de R&B/Hip-Hop - Airplay       | "Rock the Boat"     | Indicado  | [ 100 ] |
| 2002 | MTV Video Music Awards         | Melhor Clipe de R&B                          | "Rock the Boat"     | Indicado  | [ 101 ] |
| 2002 | Soul Train Lady of Soul Awards | Melhor Single de R&B/Soul                    | "Rock the Boat"     | Venceu    | [ 102 ] |
| 2002 | Soul Train Lady of Soul Awards | Canção de R&B/Soul ou Rap do Ano             | "Rock the Boat"     | Venceu    | [ 102 ] |
| 2002 | Soul Train Lady of Soul Awards | Melhor Clipe de R&B/Soul ou Rap              | "Rock the Boat"     | Indicado  | [ 103 ] |
| 2002 | Soul Train Music Awards        | Melhor Single Feminino de R&B/Soul           | "Rock the Boat"     | Venceu    | [ 104 ] |
| 2002 | Soul Train Music Awards        | Álbum de R&B/Soul ou Rap do Ano              | Aaliyah             | Indicado  | [ 104 ] |
| 2002 | Soul Train Music Awards        | Melhor Álbum Feminino de R&B/Soul            | Aaliyah             | Indicado  | [ 104 ] |
| 2002 | MOBO Awards                    | Melhor Clipe                                 | "More Than a Woman" | Venceu    | [ 105 ] |
| 2002 | Pakistan Music Awards          | Melhor Clipe de Dança Feminino               | "More Than a Woman" | Indicado  | [ 96 ]  |
| 2002 | Teen Choice Awards             | Choice Music - Canção R&B/Hip-Hop            | "More Than a Woman" | Indicado  | [ 106 ] |
| 2003 | Grammy Awards                  | Melhor Performance Vocal Feminina de R&B     | "More Than a Woman" | Indicado  | [ 97 ]  |

## Lista de faixas
| Aaliyah – Edição padrão |                                             |                                    |                |         |  |
| N.º                     | Título                                      | Compositor(es)                     | Produtor(es)   | Duração |  |
| 1.                      | "We Need a Resolution" (part. de Timbaland) | Stephen Garrett Timothy Mosley     | Timbaland      | 4:02    |  |
| 2.                      | "Loose Rap" (part. de Static Major)         | Garrett Eric Seats Rapture Stewart | Seats Stewart  | 3:50    |  |
| 3.                      | "Rock the Boat"                             | Garrett Seats Stewart              | Seats Stewart  | 4:34    |  |
| 4.                      | "More Than a Woman"                         | Garrett Mosley                     | Timbaland      | 3:49    |  |
| 5.                      | "Never No More"                             | Garrett Stephen Anderson           | Bud'da         | 3:56    |  |
| 6.                      | "I Care 4 U"                                | Melissa Elliott Mosley             | Timbaland      | 4:33    |  |
| 7.                      | "Extra Smooth"                              | Garrett Seats Stewart              | Seats Stewart  | 3:55    |  |
| 8.                      | "Read Between the Lines"                    | Garrett Anderson                   | Bud'da         | 4:20    |  |
| 9.                      | "U Got Nerve"                               | Benjamin Bush Seats Stewart        | Seats Stewart  | 3:43    |  |
| 10.                     | "I Refuse"                                  | Garrett Jeffrey Walker             | J Dub          | 5:57    |  |
| 11.                     | "It's Whatever"                             | Garrett Seats Stewart              | Seats Stewart  | 4:08    |  |
| 12.                     | "I Can Be"                                  | Durrell Babbs Anderson             | Bud'da         | 2:59    |  |
| 13.                     | "Those Were the Days"                       | Garrett Seats Stewart              | Seats Stewart  | 3:24    |  |
| 14.                     | "What If"                                   | Babbs Walker                       | J Dub          | 4:24    |  |
| Duração total:          | Duração total:                              | Duração total:                     | Duração total: | 57:44   |  |

| Aaliyah – Edição limitada norte-americana (faixa escondida) |                |                    |                |         |  |
| N.º                                                         | Título         | Compositor(es)     | Produtor(es)   | Duração |  |
| 15.                                                         | "Messed Up"    | Bush Seats Stewart | Seats Stewart  | 3:34    |  |
| Duração total:                                              | Duração total: | Duração total:     | Duração total: | 61:10   |  |

| Aaliyah – Edição internacional e digital (faixa bônus) |                |                |                |         |  |
| N.º                                                    | Título         | Compositor(es) | Produtor(es)   | Duração |  |
| 15.                                                    | "Try Again"    | Garrett Mosley | Timbaland      | 4:43    |  |
| Duração total:                                         | Duração total: | Duração total: | Duração total: | 62:19   |  |

| Aaliyah – Edição especial de 2004 (faixas bônus) |                              |                                          |                |         |  |
| N.º                                              | Título                       | Compositor(es)                           | Produtor(es)   | Duração |  |
| 15.                                              | "Try Again"                  | Garrett Mosley                           | Timbaland      | 4:43    |  |
| 16.                                              | "Miss You"                   | Johntá Austin Teddy Bishop Elgin Lumpkin | Bishop         | 4:06    |  |
| 17.                                              | "Don't Know What to Tell Ya" | Garrett Mosley                           | Timbaland      | 5:02    |  |
| 18.                                              | "Erica Kane"                 | Garrett Seats Stewart                    | Seats Stewart  | 4:36    |  |
| Duração total:                                   | Duração total:               | Duração total:                           | Duração total: | 76:05   |  |

| Aaliyah – Edição especial limitada (DVD) |                                             |                |         |  |
| N.º                                      | Título                                      | Diretor(es)    | Duração |  |
| 1.                                       | "Aaliyah's Introduction"                    |                | 2:37    |  |
| 2.                                       | "One in a Million"                          | Paul Hunter    | 5:05    |  |
| 3.                                       | "Are You That Somebody?"                    | Mark Gerard    | 4:24    |  |
| 4.                                       | "Try Again"                                 | Wayne Isham    | 3:52    |  |
| 5.                                       | "We Need a Resolution" (part. de Timbaland) | Hunter         | 4:06    |  |
| 6.                                       | "Aaliyah: Behind the Scenes"                |                | 15:43   |  |
| Duração total:                           | Duração total:                              | Duração total: | 35:47   |  |

#### Créditos desamples
- "I Care 4 U" contém um sample de "(Too Little in Common to Be Lovers) Too Much Going to Say Goodbye" de The Newcomers.[107]
- "More Than a Woman" um contém sample da canção árabe "Alouli Ansa" da cantora síria Mayada El Hennawy.[108][109]
- "We Need a Resolution" um contém sample de "Tricks of the Trade" de John Ottman.[110]

## Equipe e colaboradores
Créditos retirados das notas do encarte de Aaliyah.
- Aaliyah – produtora executiva, vocais
- Jonathan Adler – assistente de engenharia (faixas 7, 8)
- The Black Orchestra – cordas (faixa 5)
- Stevie Blacke – cordas
- Ron Blake – trompa (faixa 8)
- Chandler Bridges – assistente de engenharia (faixas 2, 3, 9)
- Bud'da – mixagem, produção (faixas 5, 8, 12)
- Michael Conrader – engenharia (faixas 2, 5, 8, 9)
- Sean Cruse – guitarra (faixa 12)
- J. Dub – instrumentação, produção, programação (faixas 10, 14)
- Jimmy Douglass – engenharia, mixagem (faixas 1, 4, 6)
- Jeff Dunas – fotografia
- Missy Elliott – composição
- Warren Fu – direção de arte
- Ben Garrison – mixagem (faixas 2, 3, 7-9, 11)
- Bernie Grundman – masterização
- Barry Hankerson – produtor executivo
- Jomo Hankerson – produtor executivo
- Richard "Segal" Huredia – mixagem
- Dino "The Cut" Johnson – mixagem (faixa 13)
- Acar Keys – engenharia (faixas 2, 3, 7, 11, 13)
- David LaChapelle – fotografia
- Michelle Lynn-Forbes – assistente de engenharia (faixas 5, 12)
- Jonathan Mannion – fotografia
- Tim Olmstead – assistente de engenharia (faixa 11)
- Steve Penny – assistente de engenharia (faixa 4)
- Renzo Pryor – teclados (track 5)
- Pat Sajack – assistente de engenharia (faixas 10, 14)
- Eric Seats – instrumentação, produção, composição (faixas 2, 3, 7, 9, 11, 13)
- Richard Segal-Huredia – mixagem (faixas 5, 12)
- Static Major – vocais, composição
- Rapture – instrumentação, produção, composição (faixas 2, 3, 7, 9, 11, 13)
- Timbaland – mixagem, produção (faixas 1, 4, 6), vocais
- Roberto "Gary" Walker – assistente de engenharia (faixa 2)
- Albert Watson] – fotografia
- Scott Wolfe – engenharia, mixagem (faixas 10, 12, 14)
- Michael Zainer – assistente de engenharia (faixa 4)

## Desempenho nas tabelas musicais

### Tabelas semanais
| Tabelas musicais (2001-2002)                        | Melhor posição |
| --------------------------------------------------- | -------------- |
| África do Sul (RISA)                                | 1              |
| Alemanha (Offizielle Top 100)                       | 9              |
| Austrália (ARIA)                                    | 41             |
| Áustria (Ö3 Austria)                                | 21             |
| Bélgica (Ultratop Flanders)                         | 11             |
| Bélgica (Ultratop Wallonia)                         | 10             |
| Canadá (Billboard)                                  | 6              |
| Dinamarca (Hitlisten)                               | 34             |
| Europa (Music & Media)                              | 18             |
| Estados Unidos (Billboard 200)                      | 1              |
| Estados Unidos - Top R&B/Hip-Hop Albums (Billboard) | 2              |
| Finlândia (Suomen virallinen lista)                 | 33             |
| França (SNEP)                                       | 9              |
| Irlanda (IRMA)                                      | 38             |
| Itália (FIMI)                                       | 40             |
| Japão (Oricon)                                      | 17             |
| Noruega (VG-lista)                                  | 30             |
| Nova Zelândia (RMNZ)                                | 25             |
| Países Baixos (Album Top 100)                       | 9              |
| Reino Unido - UK Albums (OCC)                       | 5              |
| Reino Unido - UK R&B Albums (OCC)                   | 1              |
| Suécia (Sverigetopplistan)                          | 23             |
| Suíça (Schweizer Hitparade)                         | 6              |

| Tabelas musicais (2003)           | Melhor posição |
| --------------------------------- | -------------- |
| Reino Unido - UK R&B Albums (OCC) | 6              |

| Tabelas musicais (2021)                             | Melhor posição |
| --------------------------------------------------- | -------------- |
| Estados Unidos (Billboard 200)                      | 13             |
| Estados Unidos - Catalog Albums (Billboard)         | 2              |
| Estados Unidos - Independent Albums (Billboard)     | 1              |
| Estados Unidos - R&B Albums (Billboard)             | 2              |
| Estados Unidos - Top Album Sales (Billboard)        | 4              |
| Estados Unidos - Top R&B/Hip-Hop Albums (Billboard) | 7              |
| Reino Unido - UK Digital Albums (OCC)               | 22             |
| Reino Unido - UK R&B Albums (OCC)                   | 7              |

### Tabelas de fim de ano
| Tabelas musicais (2001)                             | Melhor posição |
| --------------------------------------------------- | -------------- |
| Alemanha (Offizielle Top 100)                       | 77             |
| Bélgica (Ultratop Flanders)                         | 100            |
| Estados Unidos (Billboard 200)                      | 51             |
| Estados Unidos - Top R&B/Hip-Hop Albums (Billboard) | 15             |
| França (SNEP)                                       | 76             |
| Países Baixos Album Top 100)                        | 94             |
| Suíça (Schweizer Hitparade)                         | 86             |

| Tabelas musicais (2002)                             | Melhor posição |
| --------------------------------------------------- | -------------- |
| Estados Unidos (Billboard 200)                      | 69             |
| Estados Unidos - Top R&B/Hip-Hop Albums (Billboard) | 27             |
| Reino Unido - UK Albums (OCC)                       | 98             |

### Tabelas de fim de década
| Tabelas musicais (2000-2009)                        | Melhor posição |
| --------------------------------------------------- | -------------- |
| Estados Unidos (Billboard 200)                      | 181            |
| Estados Unidos - Top R&B/Hip-Hop Albums (Billboard) | 41             |

## Certificações
| Região | Certificado | Unidades certificadas/vendas |
| --- | ----------- | ---------------------------- |
| África do Sul (RISA)                                                                                       | 3× Platina  | 150.000*                     |
| Alemanha (BVMI)[carece de fontes?]                                                                         | Ouro        | 150.000^                     |
| Austrália (ARIA)                                                                                           | Ouro        | 35.000^                      |
| Canadá (Music Canada)                                                                                      | Platina     | 100.000^                     |
| Estados Unidos (RIAA)                                                                                      | 2× Platina  | 2.000.000^                   |
| França (SNEP)                                                                                              | Ouro        | 100.000*                     |
| Japão (RIAJ)[carece de fontes?]                                                                            | Ouro        | 100.000^                     |
| Países Baixos (NVPI)[carece de fontes?]                                                                    | Ouro        | 40.000^                      |
| Reino Unido (BPI)                                                                                          | Platina     | 303.000                      |
| Suíça (IFPI Switzerland)                                                                                   | Ouro        | 20.000^                      |
| * Valores de vendas baseados apenas na certificação. ^ Números de remessa baseados apenas na certificação. |             |                              |

## Histórico de lançamento
| Região         | Data                | Gravadora(s)        | Ref.    |
| -------------- | ------------------- | ------------------- | ------- |
| Japão          | 7 de julho de 2001  | Blackground, Virgin | [ 129 ] |
| Reino Unido    | 16 de julho de 2001 | Blackground, Virgin | [ 129 ] |
| Estados Unidos | 17 de julho de 2001 | Blackground, Virgin | [ 129 ] |
| França         | 24 de julho de 2001 | Blackground, Virgin | [ 112 ] |